# Comtat de Gorgan
Gurgan o Gorgan, Vrkana en antic persa, Djurdjan en àrab, és una regió històrica de l'Iran, modernament a la província de Golestan amb capital a Gorgan (ciutat) al nord-est de l'Iran.

## Període sassànida
La província sassànida de Vrkana (Terra de Llops) era estratègicament important com a frontera amb els pobles nòmades de les estepes. Era regada pels rius Atrek i Vrkana (riu Gorgan). Com a posició de frontera es van construir algunes fortaleses a la zona destacant les de Shahrista-i Yazdgird i Shahr-i Peruz que protegien el territori dels nòmades del Dihistan. També es va construir un gran mur (vegeu Gonbad-e Qabus).

## Conquesta musulmana
Caigut l'imperi sassànida el poder va passar a un malik local. El malik va pagar tribut després del 651, quan hi va arribar el general Said ibn al-As; l'any 30 de l'hègira Abd-Al·lah ibn Úmar ibn al-Khattab era en campanya a Gurgan i Tabaristan però el territori no fou conquerit fins a l'arribada de Yazid ibn al-Muhallab el 716/717. El país era aleshores exercit per un marzban que estava dominat per un cap turc de nom Firuz ibn Qul o Sul. Yazid van fundar llavors (vers 720) la ciutat de Gurgan (derivat de Vrkana), propera a la moderna Gonbad-e Qabus que fou una ciutat prospera; la ciutat estava partida pel riu amb la part anomenada Shahristan a l'orient i Bakrabadh a l'occident. Sota els abbàssides la província de Gurgan es considerava separada de la de Khurasan.

## Segles IX i X
Aviat va caure sota influència dels alides de Tabaristan. La tomba de Muhammad ibn Djafar al Sadik es troba a Gurgan. L'alida al-Hàssan ibn Zayd va conquerir Gurgan per primer cop el 867, però en fou expulsat ràpidament, i va canviar de mà un parell de vegades fins que s'hi va establir amb seguretat vers el 880 i en va donar el govern al seu germà Muhàmmad ibn Zayd (anomenat Muhammad al-Da'i ila l-Haqq). Hasan va morir el 884 i el va succeir el seu germà el governador de Gurgan. Vers el 890/891 Rafi ibn Hàrthama, després de dominar Khurasan, va envair Gurgan i Tabaristan i va obligar a Muhammad a refugiar-se al Daylam i Gilan. Gurgan fou assetjada prop de dos anys. Però el 892 Rafi va perdre el Khurasan contra el seu rival saffàrida Amr I ibn al-Layth que tenia el suport del califat abbàssida, i Rafi va reconèixer el domini de Muhammad sobre el Tabaristan, i va conservar Gurgan però en nom de l'alida. El 896 Rafi va ocupar Nixapur en nom de l'alida però en fou ràpidament expulsat per Amr I ibn al-Layth i poc després va morir a Coràsmia. L'alida Muhammad ben Zayd la va recuperar. Gurgan fou ocupat pels samànides l'any 900 després de matar en lluita a Muhammad ben Zayd, en temps de l'emir Ismaïl I ibn Àhmad (892-907); el seu fill Àhmad II ibn Ismaïl fou governador de la recent conquerida província de Gurgan (va succeir al seu germà com emir de Bukhara el 907). El 913 la població de Gurgan, dirigida per l'alida Hasan ibn Ali Utrush Nasir al-Kabir, es va revoltar i l'emir samànida va enviar al governador de Rayy, Muhammad ibn Ali Suluk amb un exèrcit que fou rebutjat i l'emir Àhmad II ibn Ismaïl va morir abans de poder prendre altres decisions, assassinat el gener del 914.
L'imam alida Al-Utrush, va morir el gener del 917; havia designat com a successor al comandant en cap del seu exèrcit al hasanita Hasan ibn al-Kasim al-Dai al-Hakk, en preferència sobre els seus propis fills, que tenien el suport dels alides de Daylam i Gilan. Un d'aquestos fills, Abu l-Kasim Djafar es va oposar a Hasan, mentre l'altra, Abu l-Husayn Ahmad al començament li va donar suport; però el 919 Ahmad es va unir al seu germà Djafar al Gilan i junts van expulsar a Hasan del Tabaristan i Gurgan. Aquest va retornar al cap de poc i en set mesos va recuperar el seu domini i va fer un acord amb Abu l-Husayn Ahmad al que va nomenar governador de Gurgan.
El 921 Hasan ibn al-Kasim al-Dai al-Hakk va enviar al seu general Lili ibn Numan a conquerir Khurasan als samànides, però després d'una breu ocupació de Damghan, Nixapur i Merv, fou derrotat i mort. Els caps de l'exèrcit que va poder tornar a Gurgan van conspirar per matar a Hasan, probablement donant suport al fill d'al-Nasir al-Utrush, Abu l-Husayn Ahmad. Hasan, informat del fet, va fer matar set dels fills de Nasir en una recepció, i aquest fet li va treure el suport dels militars daylamites i gilanites. Ahmad llavors es va unir al seu germà Abu l-Kasim Djafar i junts van contractar els serveis d'un cap daylamita que dirigia un grup d'homes armats, de nom Makan ben Kakuy (en àrab Maqan ibn Kaki) i que tenia com un dels lloctinents a Asfar ben Shiroya, rebent el govern de Gurgan. Hasan fou altre cop expulsat d'Amol i Abul Husayn fou col·locat al tron de Tabaristan i va governar durant dos mesos abans de morir, i el va succeir el seu germà Abu l-Kasim Djafar, que va rebutjar un contraatac de Hasan. El 926 Maqan ibn Kaki va restaurar a Hasan amb el que havia pactat en aquest temps mentre Asfar ben Shiroya conservava Gurgan (d'eon era governador). Maqan ibn Kaki fou atacat pels generals samànida Simdjur i Muhammad ibn Ubayd Allah al-Balami, hi va perdre Gurgan davant aquestos, Afsar es va declarar vassall samànida.
El 928 Maqan ibn Kaki i Hasan ibn al-Kasim van marxar per conquerir Rayy i Qom i en la seva absència Asfar va envair Tabaristan en nom de l'emir samànida. Makan va seguir en campanya i Hasan va retornar al Tabaristan i es va enfrontar a Afsar a la rodalia d'Amol, però fou derrotat i ferit, sent mort per Mardawidj ibn Ziyar. Així derrotat Makan va perdre Tabaristan i Afsar va governar Gurgan com a vassall samànida.
El 931, enderrocat i mort Asfar per Mardawidj, Makan es va apoderar del Tabaristan i Gurgan i va arribar fins a Nixapur on fou atacat per Mardawidj que ara governava a Rayy, Kazwin i Djibal. Makan fou derrotat i es va retirar abandonat Gurgan i Tabaristan, i passant a territori samànida. Mardawidj ibn Ziyar fou assassinat el 935 pels soldats esclaus, suposadament comprats per Makan. Makan va abandonar Kerman i es va presentar a la zona on es va apoderar del Gurgan, del que es va proclamar governador en nom dels samànides. Llavors es va aliar a un germà de Mardawidj, de nom Wuixamguir ibn Ziyar, que va fundar la dinastia ziyàrida. Makan va rebutjar vers el 939 la sobirania samànida. L'emir samànida va enviar contra ell (940) un exèrcit dirigit Abu Ali Ahmad ben Muhtadj Čaghani que va entrar a la ciutat de Gurgan, d'eon Makan va fugir cap a Rayy, possessió del seu aliat Wuixamguir. Makan va morir en combat el 940, i el seu cap fou enviat a l'emir samànida a Bukharà i reenviada després al califa de Bagdad. Els ziyàrides van recuperar Gurgan més tard.
Per finançar l'exèrcit samànida Mansur I ben Nuh va enviar aquest en campanya de conquesta cap al nord de Pèrsia; el príncep ziyàrida de Gurgan i Tabaristan Dhahir-ad-Dawla Wuixamguir es va haver de sotmetre i després el seu fill i successor Bisutun, que va haver de pagar un fort tribut.

## Buwayhìdes i ziyàrides
Més tard fou part dels dominis buwàyhides en el seu intent d'expansió cap a la Càspia. Fakhr-ad-Dawla, que aspirava a dominar més territoris a la mort del seu pare Rukn-ad-Dawla (977), es va aliar contra el seu germà Àdud-ad-Dawla amb el seu cosí Izz-ad-Dawla Bakhtiyar, fill de Muïzz-ad-Dawla (germà de Rukn-ad-Dawla), amb l'emir kurd Hasanwayh i amb Kabus ibn Washmagir emir de la dinastia dels ziyàrides de Gurgan. Àdud-ad-Dawla va derrotar a Bakhtiyar i als hamdànides de Mossul, i Hansanwayh va morir, i Fakhr fou expulsat del seu feu (Hamadan i Dinawar) el 979 i va fugir al Khurasan; també va fugir Qabus ibn Wuixmaguir; es van sota la protecció del governador samànida de la regió Hussam-ad-Dawla Taix; Muàyyid-ad-Dawla va incorporar als seus territoris els de Fakhr-ad-Dawla i els dels ziyàrides. Àdud-ad-Dawla va morir el 983. Muàyyid-ad-Dawla va morir poc després (984). El seu visir Ibn Abbad va cridar llavors a Fakhr-ad-Dawla que va anar a Rayy i Esfahan; el fill de Muàyyid-ad-Dawla es va haver de sotmetre. Fakhr-ad-Dawla llavors no va retornar el Gurgan que rebia com a part del domini de Muàyyid-ad-Dawla al que fou el seu antic aliat Qabus.
Fakhr-ad-Dawla va acollir al general esclau dels samànides Abu-l-Abbàs Taix Hàjib el 983/984, després de ser expulsat pel partit contrari que havia pres el control del govern a Bukharà. Fakhr-ad-Dawla li va donar el govern de les ciutats de Gurgan, Astarabad i Dehestan com a iqtà (feu) però va morir d'una epidèmia el 987/988. A mort de Fakhr el 997 Qabus ibn Wuixmaguir recuperava Gurgan.

## Domini gaznèvida i seljúcida
Després dels buwàyhides i samànides va passar als gaznèvides al començament del segle xi. Després del 1040 va passar als seljúcides (Ibn al-Athir diu que el 1041/1042) sota els quals va anar a mans dels bawàndides. El sultà Muhammad ibn Malik Shah i Sandjar se la van disputar i el darrer preparava el 1112/1113 una campanya per restablir el seu control del Gurgan, però llavors Sandjar es va haver de dirigir a l'est cap al Iaxartes contra Muhammad Khan (1113/1114).

## Bawàndides
El bawàndida Shahriyar V ibn Karin Husam al Dawla va aprofitar per ocupar Gurgan i es trobava a Tomisa o Tamisha quan es va posar malalt i va morir (1114). Vers el 1117 va caure en mans del bawàndida rebel Bahram ibn Shahriyar (V) al que li va prendre Alí ibn Xahriyar Alà-ad-Dawla el 1120 que la va governar per compte del seljúcida Massud ibn Muhàmmad, al que va prometre la conquesta de Tabaristan al seu servei. Alí Alà-ad-Dawla va arreglar la mort de Bahram que es va produir a Gorgan vers el 1122. El 1141 el xa de Coràsmia Atsiz ibn Muhammad ibn Anushtigin va envair el Khorasan i es va apoderar de Gurgan (vers finals del 1141), i va expulsar al governador local bawàndida Rustam Kabudjama (servidor d'Alí Alà-ad-Dawla). L'ishpabad bawàndida Shah Ghazi Rostam (1142-1163) la va recuperar però es va haver d'enfrontar al seu germà Tadj al-Muluk Mardawidj ibn Ali, amic de Sandjar, el qual li va donar un exèrcit el 1143 amb el que es va apoderar de Gurgan i part de Tabaristan i encara que fou rebutjat, Mardawidj va poder conservar Gurgan. El 1153 Sandjar va caure presoner dels oghuz; un bon nombre d'amirs de Sandjar es van refugiar al Tabaristan. El nebot de Sandjar, Sulayman Xah, fou proclamat sultà al Khurasan pels amirs (1154) però va haver de fugir cap al Tabaristan i fou acollit per Tadj al-Muluk Mardawidj a Astarabad (al Gurgan), però al cap de poc Shah Ghazi va expulsar al seu germà Mardawidj, ara mancat de suports, d'Astarabad i Djuhayna i el va matar a Kabudjama abans que pogués fugir cap al Khurasan, dominant tot seguit el Gurgan i Dadjarm.

## Karakhànides i corasmis
El karakhànida Mahmud Khan s'havia proclamat kan a Khurasan a la fugida del seljúcida Sulayman Shah, i aliat a Muayyid Ayaba, un poderós amir turcman, va envair Gurgan i el Tabaristan. Shah Ghazi el va derrotar i va negociar la seva retirada cap al Gurgan.
Vers el 1173 o 1174 el bawàndida Ardashir la va perdre davant el xa de Coràsmia Tekish, però pocs anys després la va recuperar entrant a Astarabad (moderna Gorgan) i les fortaleses properes i ocupant Bistam i Damghan, fent una aliança amb Tekish de Coràsmia en contra del germà d'aquest Mahmud Sultanshah, segellat amb l'enllaç d'una filla de dos anys de Tekish amb Ardashir. La noia fou enviada (junt amb la seva mare) a Sari al cap d'uns anys (vers 1183), moment en què el cap oghuz Malik Dinar saquejava la part oriental del Tabaristan. Tekish va anar al Gurgan i va expulsar a Dinar. Llavors va demanar a Ardashir la cessió de la ciutat de Gurgan i ajut per ocupar-la, cosa que Ardashir va haver d'acceptar; després de la conquesta de Gurgan es va celebrar la boda de manera esplèndida. El 1192 Ardashir la va recuperar amb ajut seljúcida, però Tekish la va recuperar el 1194.

## Domini mongol

### Ilkhànides
Amb els mongols, la regió va passar als il-khan. El lloctinent d'Ogodei, Čin Temür, va nomenar al governador local (ispahbad) Nuṣrat al-Din de Kabudjama (el districte més oriental del Gurgan, avui dia Ḥāǰǰīlār) com a governador provincial. A la mort del Khan Abu Said (1335) els emirs del Khorasan, encapçalats pel governador provincial Shaikh Ali ibn Ali Qushji (o Ali ibn Ali Kushči), van proclamar kan a Togha Temur, en oposició als kans titelles proclamats a la part occidental. El 1337 va penetrar al nord-oest de Pèrsia cridat per alguns amirs però fou derrotat (14 de juliol de 1337) al sud-est de Tabriz per Hasan-i Buzurg, cap dels jalayírides i pel seu kan Muhammad i es va haver de retirar cap a Mazanderan. Una filla es va casar amb Malik Muizz al-Din d'Herat.
Un temps després del seu retorn, Togha fou visitat a Saveh pel jalayírida Hasan Buzurg (gener o febrer de 1339) que li va prometre suport per ser proclamat a l'oest. Togha va marxar altre cop a l'oest però al seu campament prop de Sultaniyya va rebre emissaris i cartes de les diverses faccions i va entrar en una correspondència amb el cobànida Hasan-i Kučik al que va acabar enviant una carta comprometedora (vegeu per detalls la narració a dinastia jalayírida). Descoberta per Hasan Buzurg, aquest va informar al lloctinent de Togha, Arghun Shah, el amir principal del tuman mongols dels Ja'un-i Qurban i Togha va abandonar l'expedició a l'oest quan ja es trobava a Maragha i va retornar al Mazanderan.
A causa del mal govern a Khurasan (província mongola) del visir Shaykh Khwadja Ala al-Din Muhammad, es va provocar la rebel·lió dels sabardars (iniciada el 1337, un any després van pactar la pau amb Togha Temur; però no es va consolidar i van acabar minant el poder de Togha). Aleshores Arghun Shah es va revoltar junt amb altres amirs i va deposar i matar a Ala al-Din que era el principal suport de Togha, prenent el control del Khurasan occidental i fent presoner al kan (probablement el 1339). No obstant aviat Arghun i Togha van fer les paus i Togha Temur fou entronitzat altre cop a Nixapur (1339 o 1340). Al Khorasan va aconseguir recuperar el favor dels emirs que si li havien oposat però els sarbadàrides van començar a guanyar terreny.
El 1341 va enviar una nova expedició a l'oest, en direcció a l'Iraq Ajamita, sota el comandament del seu germà Shaykh Ali Gawun o Keun. Tenia el suport de la princessa Sati Beg i del fill d'aquesta Shiuburgan (que Sati Beg havia tingut amb Amir Coban). Però a la rodalia d'Abhar fou derrotat per les forces de Hasan Kucik i va haver de retornar al Mazanderan i Khurasan.

### Guerra i pau amb els sarbadars
Els sabardars havien esdevingut un problema seriós. Progressivament van expulsar a Arghun Shah del Khurasan i es van apoderar de Nixapur, Tus i altres llocs. Togha Temur va enviar contra ells un exèrcit manat pel seu germà Shaykh Ali Keun (Ke'ün) que fou derrotat i mort pel sabardar Wadjid al-Din Masud a la batalla dita del riu Atrek, al nord del Bayhak probablement el 742 de l'hègira (o sigui 1341/1342). El sabardàrides van ocupar aleshores Gurgan i Kumis (Gurgan, Jajarm, i el Kumis amb Damghan i Semnan). Togha es va haver de conformar amb un poder nominal (nam-u-rasm-i-sultanat). Es va retirar a la vall del Jaj Rud al sud d'Amol i no lluny de la Muntanya Damavand. Els reis de Rustamdar (baduspànides) i l' ixpabad de Mazanderan (almenys el darrer era vassal del kan) li van donar suport. Entre 1342 i 1344 Togaha Temur va provar de recuperar la regió de Kumis o Qumis i va aconseguir ser reconegut a Damghan, controlant també les comunicación cap a Rayy i Qazwin, possessions cobànides, ara aliats als sarbadars; per assegurar aquesta via els sarbadars emprendran el 1344 una campanya que acabarà en desastre.
El sarbadar Masud va aconseguir el suport de la família notable dels Kiya-i Jalai de Sari que era hostil a Fakhr-ad-Dawla Hasan d'Amol, de la branca khinkhwàrida dels Bawàndides que governava a Amol. Les forces de Masud van poder entrar amb l'ajut dels Kiya-i Jalai al Mazanderan i es van establir a Sari. Fakhr-ad-Dawla Hasan i Jalal-ad-Dawla Iskandar de Rustamdar, van refusar rendir-se a Masud i quan aquest va avançar de Sari cap a Amol, van abandonar aquesta ciutat però no fugint sinó que es van dirigir a Sari, on van sorrprendre a la guarnició i apoderant-se de la ciutat, van tallar la retirada de Masud i les seves línies de comunicacions. Masud va arribar a Amol i va intentar seguir cap al Rustamdar; Fakhr-ad-Dawla va sortir de Sari per atacar-lo per l'esquena mentre Iskandar el bloquejava pel davant. L'exèrcit sarbadar, entre dos focs, va ser destruit. Masud fou fet presoner i entregat a Iskandar (que era fill d'Ala al-Din Muhammad al-Mulai) que el va executar. Llavors el kan va recuperar els seus dominis d'Astarabad, Gurgan i Kulbash, i probablement les ciutats de Kumis, amb únicament Damghan oscil·lant entre els dos. Nixapur no obstant va romandre segurament en mans dels sarbadars. El govern de Sabzawar (conservant Juwayn, Bayhak i probablement Nixapur) va haver de reconèixer altre cop la sobirania de Togha Temur. Aquest no obstant esperava l'ocasió per castigar els sarbadars i les relacions en endavant foren tenses.
A partir del 1351/1352 el cap dels sarbadàrides, Yahya Karawi o Karabi o Karavi, va canviar la política i al cap de poc va fingir sotmetre's totalment a Togha Temur per poder atacar el seu camp a traïció; durant un any els sabardàrides van estar anant a la cort de Togha per negociar i prestar vassallatge. Durant una d'aquestes visites el kan fou assassinat per sorpresa per Yahya Karawi (1353) a Sultan-Duwin entre Gurgan i el Kara Su (16 de desembre del 1353). Les tropes del kan foren dispersades.

### Amir Wali
Després de 1353 quan els sabardàrides es van instal·lar a Astarabad, el poder a Gurgan va passar al general de Togha Temur, Amir Wali ibn Ali Hindu mercès a l'ajut dels Ja'un-i Qurban de part del Khurasan i en especial de l'amir de Nasa (un dels amirs d'aquest tuman mongol). El 1370 va intentar conquerir Rayy, a l'oest, però fou derrotat pel jalayírida Uways I. El 1371 Uways I, que volia sotmetre a Amir Wali, va organitzar contra ell una expedició que no va passar d'Ujan (a l'Azerbaijan). El 1373, aliat al muzaffàrida Shah Shudja, va tornar a Rayy que va ocupar així com també Sawa (uns 100 km al sud-oest de Rayy). La mort d'Uways el 1374 va aturar altres operacions militars.
El 1381 Tamerlà va conquerir i arrasar Isfarain (Isfarayun), fortalesa d'Amir Wali, el que no va impedir que l'emir rebès als enviats del conqueridor amb honors. Tamerlà en aquell moment no va restar a la zona i va retornar a Samarcanda. Llavors Amir Wali va fer alianza amb Ali Beg ibn Argun Shah (antic senyor de Nixapur, Kalat i Tus) el qual va expulsar de Tus i Kalat als sarbadàrides i va avançar contra el cap d'aquests, Ali Muayyid. Al hivern del 1381-1382, Tamerlà va retornar a la zona, va assetjar Kalat i es va dirigir a Gurgan via Rughi, arribant a Kabad Jama (moderna Hajdijlar) a la riba esquerra d'un afluent del riu Gurgan, que estava entre Nardin i Gunbad-i Kabus. Amir Wali va enviar regals a Tamerlà i aquest va retornar en direcció a Samulkan, a la vall de l'Atrek. Mentre Ali Beg s'havia hagut de sotmetre al conqueridor.
El 1383 Tamerlà, després de conquerir el Sistan, va iniciar una campanya contra Amir Wali; va lliurar i guanyar la batalla de Gawars (Gawkrsh) ocupant tot seguit la fortalesa de Durun (a mig camí entre Askhabad i Kizil Arwat. Va avançar aleshores contra Dihistan i Djilawun (Mashad-iMisriyan a la riba del Atrek, per sota de Čat), creuant seguidament el riu Gurgan. Amir Wali el va combatre amb valentia a cada pas durant tot el seu avanç; va intentar un atac sorpresa de nit (desembre del 1384) que va fallar i aleshores Tamerlà va poder entrar a Astarabad. Amir Wali va enviar llavors a la seva família a la fortalesa de Girdkuh, prop de Damghan, i ell mateix va fugir a l'oest. A Gurgan, Tamerlà va establir al tron com a vassall (1384) a Lukman Padshah, fill de Togha Temur, amb autoritat sobre els sayyids del Mazanderan.

### Kans de Gurgan i Astarabad
Lukman va morir vers 1390 i el 1391 ja apareix esmentat el seu fill i successor Pirak Pasha (també dit Pir Pasha) que fins i tot va fer algunes campanyes al costat de Tamerlà, però el 1405, a la seva mort, es va revoltar al costat dels sarbadars. El general Said Khoja va aixecar el setge de Sabzawar, la capital sarbadar, per anar a combatre a Pirak; Khoja Sultan Ali, el cap sarbadar, que actuava de conjunt amb Pirak, va sortir de Sabzawar i es va reunir amb Pirak. Els dos exèrcits es van trobar. Said Khoja manava el centre, Midrab Bahadur la dreta i tres amirs (Iuz Bugha, Xaikh Sultan i Abu Bakr) l'esquerra; pel costat de Pirak aquest manava el centre, Khoja Ali la dreta i un cos de soldats del Mazanderan formaven l'ala esquerra. La dreta de Khoja Ali va destrossar l'esquerra dels tres amirs; però la dreta de Midrab Bahadur va fer el mateix amb l'esquerra dels mazanderanis; finalment Pirak va haver d'ordenar la retirada i foren perseguits patint una carnisseria. El seu fill Sultan Husayn va marxar a Khurasan buscant l'asil de Xah Rukh (timúrida), però fou detingut pel camí i executat (1405). Dos altres fills (Sultan Ali i Hasan Sultan) i la seva esposa, que estaven a Samarcanda, van fugir i es van dirigir a Astarabad però foren deringuts pel camí pel general Xah Malik i foren enviats a Xah Rukh que va deixar marxar al primer i a l'esposa per reunir-se amb el seu pare i marit i va guardar a Hasan Sultan com a ostatge (1405). Quan el general Said Khoja va fracassar en la seva rebel·lió (1406), es va refugiar amb els seus seguidors a Astarabad sota la protecció del kan; el 8 de setembre entrava al Mazanderan i es presentava davant de Tenaseman, on governava Baiazet Jupan, servidor de Pirak. Xah Rukh va descartar l'atac a Tenaseman ja que la clau de la província era Astarabad, i es va dirigir allí. En una escaramussa a Feraskhaneh, algun alts oficials de Pirak foren fets presoners i executats. L'exèrcit khurasaní es va establir a un lloc de la plana d'Astarabad anomenat Siah-Bilav; l'exèrcit del kan, molt nombrós, estava fora de la ciutat i va iniciar l'atac: Pir Pirak al centre, Xams al-Din Utx Kara a l'esquerra i Said Khoja i els seus amirs a la dreta; per part de Xah Rukh a l'esquerra Yusuf Khalil, Jahan Malik i el príncep Muhammad Umar; al centre Ali Tarkhan i a la dreta Ulugh Beg i Xah Malik. La victòria fou per Xah Rukh. Pirak Padxah va fugir cap al desert fins a Coràsmia (on va arribar a tenir breument el poder). Tot el Gurgan, Astarabad i el Mazanderan oriental van quedar en mans de Xah Rukh. Said Khoja i alguns dels seus van fugir a Siraz; Xams al-Din Utx Kara i Said Huixham (fill de la filla de Said Khoja) es van sotmetre a la clemència del sobirà que els va perdonar.
El 1407, a la seva tornada de Balkh, Xah Rukh va tenir notícia de que Pirak Padxah, ex kan de Mazanderan i Gurgan, havia reunit les seves tropes i estava assetjant Astarabad on eren kutwals Jamxid Karen i Xams al-Din Ali, que estaven en posició difícil. Xah Rukh va sortir cap al Mazanderan. El 29 de novembre de 1407 va arribar a Ischebertu i es van distribuir les destinacions de cada cos de tropes: Xah Rukh aniria per Jam i Mashad; Hasan Jandar, Firuz Xah i altres amirs anirien per Zawah i Mahoulat. A arribar a Tarak van saber que part de les tropes de Pirak l'havien abandonat. Després van anar arribant contingents de Badghis, Merv, Sarakhs i Makhan. Abu Muslim, fill de Utx Kara, va arribar del Mazanderan i va confirmar que Pirak Padxah havia fugit altre cop però ara al Rustumdar. El seguici reial es va dirigir a Astarabad que ja estava lliure de perill. Astarabad fou fortificada i Abu-l Laith fou nomenat kutwal.
A començaments de 1408 es va presentar a Herat el príncep Sultan Ali, fill de Pirak Padxah, que va demanar el honor de baixar el tapis del tron i es va posar al servei de l'emperador. Xah Rukh el va rebre be i després se’l va emportar amb ell a l'expedició que va fer a Sistan. Estant allí Sultan Ali va marxar sense permís i se’n va anar a Rustumdar on el seu pare acabava de morir. Allí va tenir el suport de l'amir Kayumurz Rustamdarí i també dels antics partidaris i servidors del seu pare i de molts habitants de la zona. El 1410, Sultan Ali, hereu de Gurgan i Mazanderan, quan va saber que Ulugh Beg estava a Transoxiana ocupat amb la rebel·lió de Xah Nur al-Din, va intentar ocupar Astarabad. Aquesta havia estat encomanada a Ulugh Beg el qual no obstant havia marxat al cap de poc i finalment havia anat cap a Transoxiana amb el seu pare deixant al seu front a Abu-l Laith. Sultan Ali es va presentar davant Astarabad; l'exèrcit imperial li va fer front. En la batalla Sultan Ali fou ferit greument i va morir poc després. El seu cap fou enviat a la cort. Fou el darrer kan d'Astarabad i Gurgan. El territori va romandre en mans dels timúrides bona part del segle xv.

## Edat moderna i contemporània
Al segle xv el Gurgan va caure en mans dels uzbeks que en foren expulsats abans de 1551 per Ismail I xa safàvida de Pèrsia i va esdevenir la província d'Astarabad, del nom de la ciutat que va passar a ser la capital. Alguns prínceps safàvides en foren governadors al segle xvi incloent Alqas Mirza, germà de Tahmasp I, i el fill de Alqas, Ismail Mirza. Al final del segle xvii fou un dels punts de concentració dels qadjars, una de les bases que van portar als qadjar a establir el seu poder. A la caiguda dels safàvides, Aga Muhammad Khan era governador d'Astarabad ciutat i província i es va fer virtualment independent (1749) i fou a aquesta ciutat que va néixer el primer sobirà de la dinastia.
Sota els qadjars la província d'Astarabad fou engrandida i la ciutat va romandre la capital i va agafar el nom alternatiu de Dar-al-muminin pel gran nombre de sayyids que hi residien. El 1836 Muhammad Shah Qadjar va fer una expedició contra els turcmans de Gurgan. El 1841 els russos van ocupar les tres illes més amunt d'Asurada per combatre els pirates turcmens que assolaven la regió, amb permís del govern persa.
Sota Reza Shah Pahlavi la província d'Astarabad va esdevenir el districte d'Astarabad, i després de Gorgan, amb superfície més reduïda quan Astarabad fou rebatejada Gorgan el 1937. Depenia de la província de Mazanderan. El 1997 es va erigir en província de Golistan.